# Zarka
Pour les articles homonymes, voir Zarka (homonymie).
Zarka est une ville et un centre industriel de Jordanie au nord-est de la capitale Amman. Fondée par des colons tchétchènes au XIXe siècle. Le plus grand camp de réfugiés palestiniens en Jordanie se trouve à Zarka, et la ville elle-même compte une importante population palestinienne, autour de 50 % de ses habitants sont en effet originaires de l'autre rive du Jourdain.

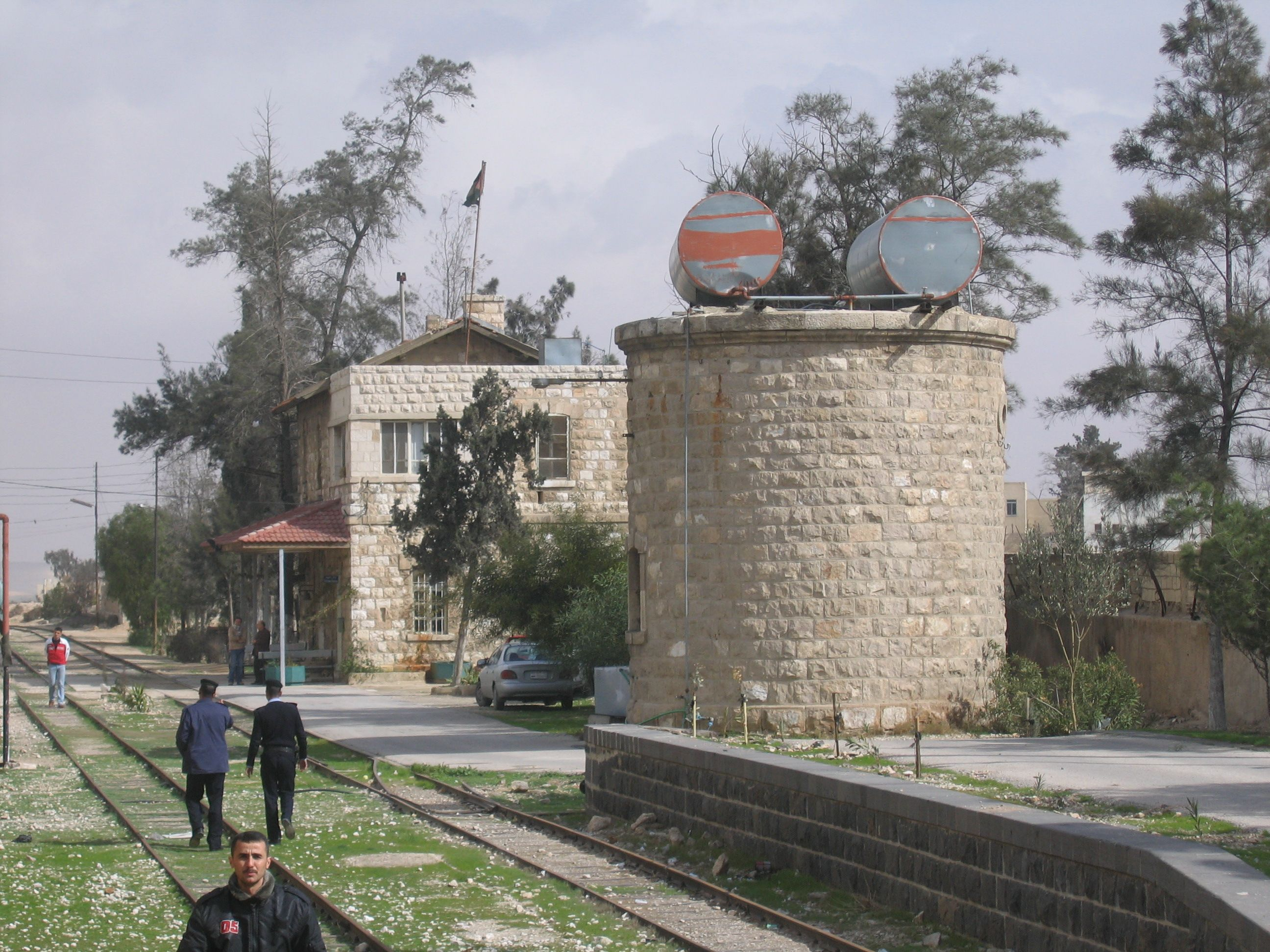
La

## Géographie
La ville est à proximité immédiate d'Amman (25 km de centre à centre), les deux agglomérations sont largement entremêlées. Malgré cette proximité, Zarka est significativement plus aride que la capitale.

### Climat
| Mois                              | jan. | fév. | mars | avril | mai  | juin | jui. | août | sep. | oct. | nov. | déc. | année |
| --------------------------------- | ---- | ---- | ---- | ----- | ---- | ---- | ---- | ---- | ---- | ---- | ---- | ---- | ----- |
| Température minimale moyenne (°C) | 3    | 4,1  | 6,3  | 9,6   | 13,2 | 15,9 | 17,5 | 17,4 | 16   | 12,5 | 8,2  | 4,1  | 10,7  |
| Température moyenne (°C)          | 8,1  | 9,6  | 12,4 | 16,6  | 20,9 | 23,7 | 25   | 25   | 23,7 | 20,1 | 14,6 | 9,5  | 17,4  |
| Température maximale moyenne (°C) | 13,2 | 15,1 | 18,5 | 23,7  | 28,6 | 31,5 | 32,6 | 32,6 | 31,5 | 27,7 | 21   | 14,9 | 24,2  |
| Précipitations (mm)               | 42   | 38   | 31   | 10    | 3    | 0    | 0    | 0    | 0    | 4    | 20   | 34   | 182   |

## Histoire
Historiquement, la ville a été au centre de l'attention internationale pendant quelques jours en septembre 1970.
Le 6 septembre, le détournement du vol d'El Al Amsterdam-New York par un groupe mené par Leïla Khaled échoue. Puis le 9 septembre, trois avions détournés par les activistes palestiniens du FPLP (vols BOAC Bombay-Rome, Swissair New York-Zurich et TWA New York-Francfort) se posent sur le petit aéroport de Zarka (connu sous le nom de Dawson's Field hijackings).
Les passagers non juifs (310) sont libérés le 11 septembre, mais l'équipage et les passagers juifs sont gardés en otage, les ravisseurs faisant exploser les avions vides sur l'aéroport de Zarka le 12 septembre devant la presse internationale.
Le 16 septembre, la loi martiale est décrétée par le roi Hussein, qui choisit d'expulser les organisations palestiniennes du territoire jordanien. C'est le début des dramatiques évènements de septembre noir.
La victoire de l'armée jordanienne verra la libération des 56 otages restants le 30 septembre, dans le cadre d'un échange de prisonniers.
Zarka est aujourd'hui connue pour être le lieu de naissance du poète palestinien Samih al-Qâsim, mais aussi d'Abou Moussab Al-Zarqaoui, ancien responsable de la branche mésopotamienne d'Al-Qaïda, tué par les forces américaines le 7 juin 2006 à Bakouba en Irak.

## Politique et administration

### Jumelages
- Oran (Algérie)

## Économie
La ville concentre 50 % de l'industrie du pays. Ses habitants sont pour l'essentiel des familles à faible revenu. Elle est aussi préfecture du gouvernorat de Zarqa. La population du gouvernorat était estimée à 774 569 habitants en 2004, soit environ 15,5 % la population totale du pays.

## Personnalités
- Omar Hani (1999-), footballeur international jordanien, est né à Zarka.